# Roberto Anzolin
Roberto Anzolin (* 18. April 1938 in Valdagno (VI); † 6. Oktober 2017) war ein italienischer Fußballtorwart.
Während seiner aktiven Laufbahn wurde er aufgrund seiner großartigen Reflexe „il gatto“ (die Katze) genannt.

## Karriere

### Im Verein
Roberto Anzolin begann seine Karriere bei der AC Marzotto, dem Klub seiner Heimatstadt. Seine Profilaufbahn startete er bei der US Palermo, für die er am 20. September 1959 beim Spiel gegen den AS Bari sein Serie-A-Debüt feierte.
Zwischen 1961 und 1970 spielte er für Juventus Turin, mit denen er in der Saison 1964/65 die Coppa Italia und 1966/67 die italienische Meisterschaft gewinnen konnte. Bei Juve war er, trotz seiner mit 1,67 m für einen Torhüter eigentlich viel zu geringen Körpergröße, acht Jahre lang Stammtorwart und stand insgesamt 305-mal zwischen den Pfosten.
Im Jahr 1970 wechselte Anzolin zu Atalanta Bergamo, von 1971 bis 1973 spielte er für Lanerossi Vicenza, danach war er noch beim Valleverde Riccione FC und bei der AC Juniorcasale aktiv.

### In der Nationalmannschaft
Roberto Anzolin wurde in seiner Karriere viermal in die Italienische Fußballnationalmannschaft berufen. Sein einziges Länderspiel absolvierte er am 29. Juni 1966 unter Edmondo Fabbri beim WM-Vorbereitungsspiel gegen Mexiko, das die Azzurri mit 5:0 gewannen. An der Weltmeisterschaft 1966 in England nahm er als Ersatztorwart hinter Enrico Albertosi teil, ohne ein Spiel zu absolvieren.

## Erfolge
- Coppa Italia: 1964/65
- Italienische Meisterschaft: 1966/67